# Skaldisch
Skaldisch ist jede altnordische Dichtung, die nicht (wie die eddische) mythische oder heroische Überlieferungen thematisiert: sie bezieht sich völlig auf die Gegenwart des Autors und seines Publikums. Eine exakte Definition des Skaldischen wird dadurch erschwert, dass es, ganz anders als bei den eddischen Dichtungen, keine zeitgenössischen Sammlungen gibt. Ein großer Teil der heute bekannten Skaldenstrophen besteht aus verstreuten Zitaten in altnordischen Prosatexten wie beispielsweise der Isländersaga Egils saga Skallagrímssonar.
Skaldische Dichtungen sind subjektiv gestaltete Kompositionen, die ihre Stoffe dem Leben und dem sozialen Umfeld ihres Dichters, des Skalden, entnehmen: sie sind situationsgebundene Gesellschaftsdichtung. Wie die eddischen Strophen sind auch die skaldischen von unepischem Charakter. Die Skaldendichtung ist strophisch, während die germanische Heldendichtung ursprünglich unstrophisch komponiert wurde.
Die bedeutendsten Gattungen sind das Preislied und die Alltagslyrik. Die Namen der Autoren und Autorinnen der Skaldendichtung werden zusammen mit ihrem Werk überliefert. Die älteste Skaldendichtung wird dem Skalden Bragi Boddason zugeschrieben, der im 9. Jahrhundert in Norwegen gelebt haben soll. Neben einigen wenigen Lausavísur (losen Strophen) sind von Bragi etwa 20 Strophen und Halbstrophen seines Schildgedichts Ragnarsdrápa erhalten. Sein Ruhm und Einfluss war so groß, dass ihn spätere Autoren und Dichter, etwa Snorri Sturluson in  Gylfaginning 25, für einen der Asen hielten. Jüngere Edda-Lieder wie Grímnismál und Lokasenna zählen ihn ebenfalls zu den altnordischen Göttern.
Sprachlich und metrisch ist der Stil der Skaldendichtung kunstvoll, bewusst stilisiert und poetisch. 

## Übertragene Verwendung des Begriffes
Um 1900 komponierte Felix Woyrsch das dreisätzige Violinkonzert op.50 mit dem Titel „Skaldische Rhapsodie“.